# Автошлях E846
Європейський маршрут E846 — європейський автомобільний маршрут категорії Б, що проходить по території Італії і з'єднує міста Козенца та Кротоне.

## Маршрут
Весь шлях проходить через такі міста:
- Італія
  - E45 Козенца
  - E90 Кротоні